# Coelichneumon decemguttatus
Coelichneumon decemguttatus là một loài tò vò trong họ Ichneumonidae.